# (2230) Yunnan
(2230) Yunnan (1978 UT1) – planetoida z grupy pasa głównego asteroid okrążająca Słońce w ciągu 4,83 lat w średniej odległości 2,86 au. Odkryta 29 października 1978 roku.